# Lycée militaire des jeunes filles général Mathieu Kérékou de Natitingou
Le lycée militaire de jeunes filles général Mathieu Kérékou de Natitingou est une école  béninoise, qui a pour mission de former les jeunes filles les plus méritantes sur le plan scolaire aux carrières militaires et civiles de l’État,. Anciennement appelé lycée militaire de jeunes filles de Natitingou, il change de nom pour honorer l’ancien président du Bénin : le général Mathieu Kérékou,. L'annonce de ce changement de nom est faite le samedi le 12 décembre 2015, jour de l’inhumation du général, par Boni Yayi, son successeur à la tête de l'État.
L'école relève du ministère béninois de la défense mais est placée sous l'autorité du chef d'État-Major général des armées.

## Création
L'école voit le jour au début des années deux mil, sous l'impulsion du général Fernand Marcel Amoussou. Ancien chef d’état-major général des forces armées béninoises entre 2000 et 2005 et commandant de 2005 à 2010 des forces des Nations unies en Côte d'Ivoire,. Ce lycée de jeunes filles est créé pour faire écho à celui des jeunes garçons : le Prytanée militaire de Bembéréké (PMB). Comme celui des garçons, le lycée militaire des jeunes filles Mathieu Kérékou de Natitingou a pour mission de préparer l'élite béninoise (les jeunes filles) à la vie professionnelle.

## Admission
Comme au PMB,  l'admission au lycée militaire de jeunes filles Mathieu Kérékou de Natitingou se fait par concours entre les élèves ayant obtenu une très forte moyenne à l'examen du certificat d'étude primaire (CEP),. Les trois premières de chaque département sont sélectionnées à l'issue d'un long processus de recrutement,. Le lycée accueille également des jeunes filles venues de la sous-région.

## Formations
Au lycée militaire des jeunes filles Mathieu Kérékou de Natitingou, les jeunes filles suivent les programmes de l'enseignement général en vigueur au Bénin jusqu'en classe de terminale. Ce programme scolaire classique est doublé d'une formation militaire sanctionnée par des diplômes,.